# Pianoro (Italia)
Pianoro (Pianôr in dialetto bolognese) è un comune italiano di 17 896 abitanti della città metropolitana di Bologna in Emilia-Romagna. È sede amministrativa dell'Unione dei comuni Savena-Idice.

## Geografia fisica

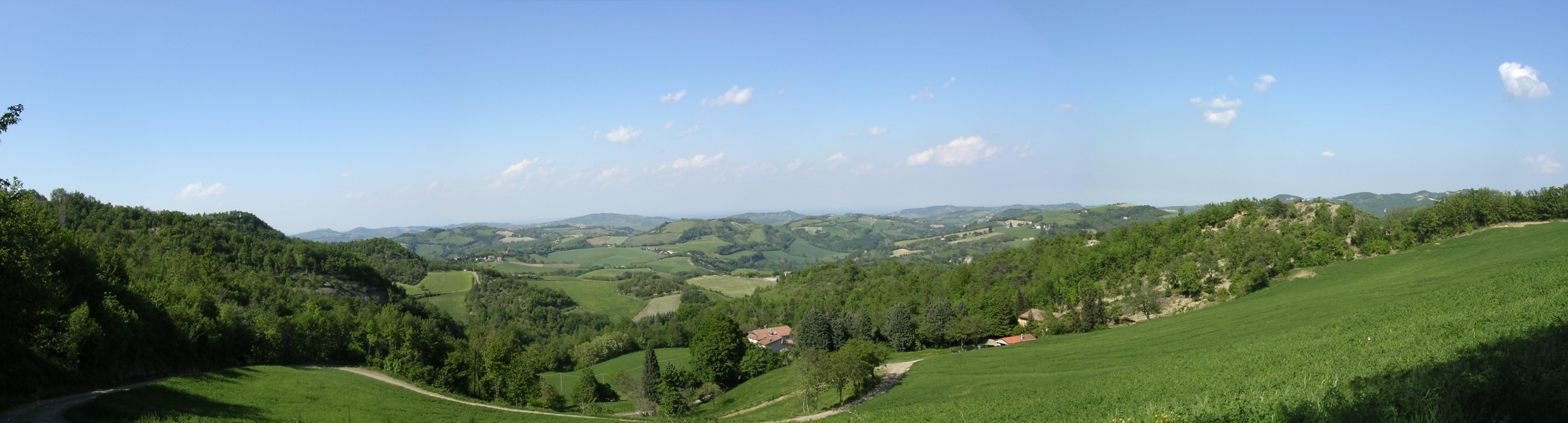
Panorama della frazione Querceto di Gorgognano

Nell'Appennino a sud-est di Bologna, percorrendo la strada della Futa in direzione di Firenze e passando per la frazione di Rastignano, troviamo Pianoro.
Il territorio è articolato lungo due vallate poste sul torrente Zena e sul Savena, collegate fra loro da un reticolo di strade di circa 300 km che a mano a mano si elevano verso l'Appennino. La natura è particolarmente varia: da Bologna, lungo la prima parte della valle del Savena si scorgono prospettive paesaggistiche notevoli, su zone calanchive e costoni di arenaria di suggestiva bellezza (il Contrafforte pliocenico).

### Zena e il Monte delle Formiche
Sul punto più alto a 638 m di altezza svetta il Monte delle Formiche con il caratteristico santuario di Santa Maria di Zena, che si trova su uno sperone roccioso tra le valli dell'Idice e dello Zena.
Il santuario è noto come Santuario del Monte delle Formiche, ed è di origine medioevale: venne ricostruito nel 1297 dopo i danni subiti nella guerra fra Bologna e Ferrara, ma è stato oggetto di diversi rimaneggiamenti anche nel Settecento, nell'Ottocento, e poi nel 1955 per le deturpazioni subite durante la seconda guerra mondiale.
Il Monte delle Formiche, da cui si gode una bellissima vista, deve il suo nome a un curioso fenomeno: intorno all'8 settembre, giorno della festa della Madonna, sciami di formiche alate (Myrmica scabrinodis) raggiungono la vetta e qui muoiono. Questo è un fenomeno naturale (anche se qui è particolarmente intenso e plateale) comune a molti tipi di imenotteri: le formiche maschio, dopo l'accoppiamento, sono attratte dai luoghi che si stagliano all'orizzonte e lì si recano per morire. Le femmine andranno a cercare altri posti per dar vita a nuove colonie.
Il fenomeno è antichissimo dato che nel 1400 la chiesa era denominata "Santa Maria Formicarum". La tradizione popolare ha attribuito all'evento una valenza quasi miracolosa, una sorta di omaggio della natura alla Madonna: sotto l'immagine della Vergine è riprodotto un distico latino che recita "centatim volitant formicae ad Virginis aram quo que illam voliant vistmae tatque cadunt" ("ansiose volano le formiche all'altare della Vergine, pur sapendo che ai suoi piedi moriranno").
È tradizione che gli insetti vengano benedetti e donati ai fedeli (la credenza popolare vuole che curino alcuni malanni).
Nelle vicinanze è ancora visibile la grotta dove visse un eremita di nome Barberius nel XVI secolo (anche se recentemente compromessa da una frana).

### Natura e aree protette
Lungo lo Zena si trova il Parco dei Gessi Bolognesi e Calanchi dell'Abbadessa, mentre lungo i costoni del Savena si estende la Riserva del Contrafforte Pliocenico.

## Storia
Secondo notizie leggendarie, visse in questa zona un re etrusco di nome Ocno (detto anche Bianore, lo stesso leggendario fondatore di Felsina, Parma e Mantova, di cui parla anche Virgilio). Del passaggio di Etruschi e Celti nel territorio vi sono prove presso il sito archeologico di monte Bibele (Monterenzio e Loiano). Segni del passaggio successivo dei Romani si trovano nei toponimi ancora esistenti, per esempio Sesto. Bonifacio di Canossa, proprietario di gran parte del territorio nell'XI secolo, risiedeva nel castello di Pianoro, distrutto poi dai bolognesi nel 1377 che accusavano i pianoresi di cospirare contro Bologna.
Dal XII secolo la storia di Pianoro segue quella di Bologna.

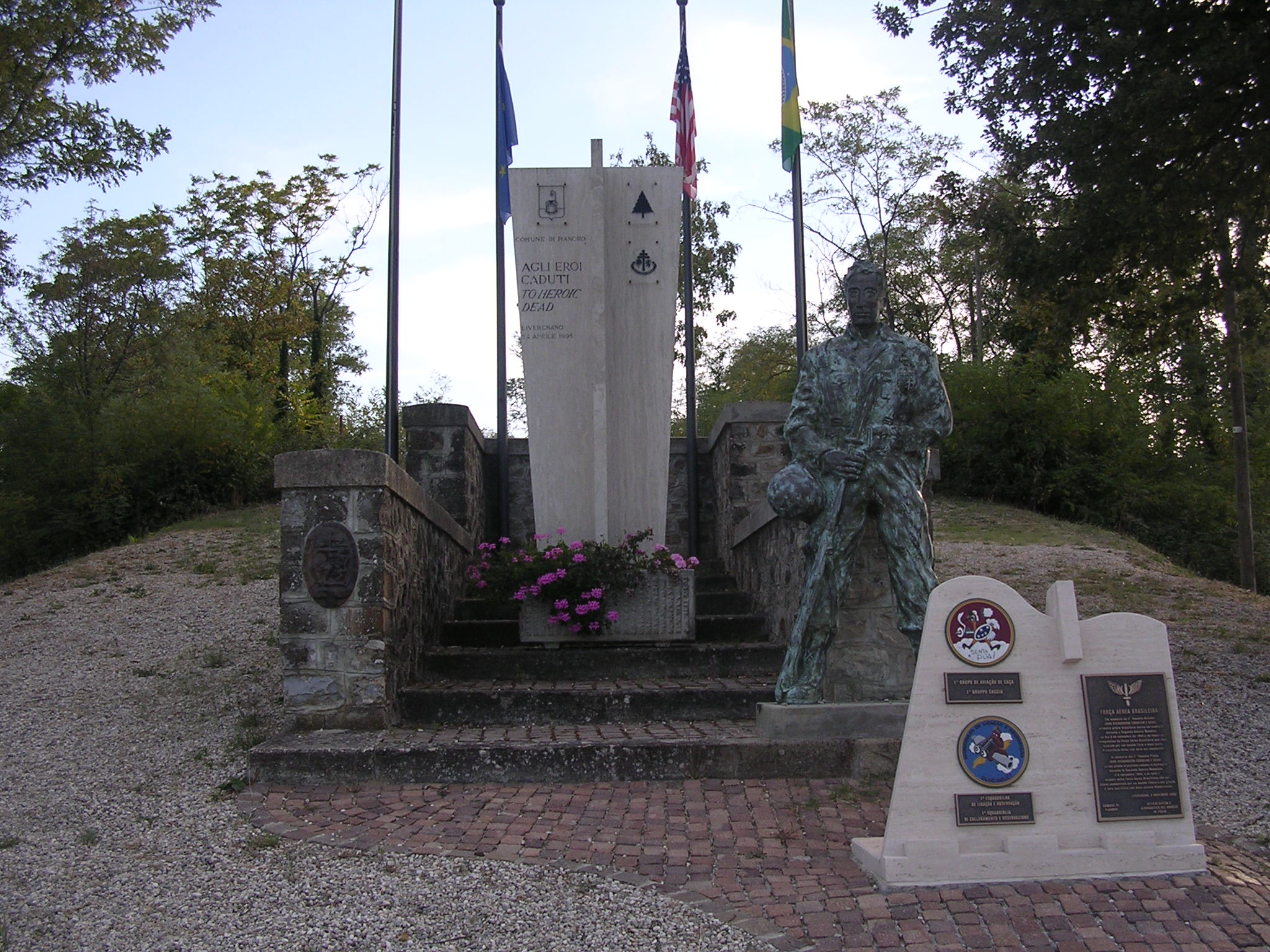
Livergnano: monumento in memoria dei soldati statunitensi della 91ª divisione fanteria e di un aviatore brasiliano caduti lungo la linea Gotica (1944 - 1945)

Alla fine della seconda guerra mondiale, nell'ottobre del 1944, dopo lo sfondamento della Linea Gotica, vi furono numerosi bombardamenti e cannoneggiamenti. Dopo alcuni tentativi gli alleati angloamericani conquistarono lo sperone roccioso di Livergnano e lì si arrestarono. Il territorio comunale divenne quindi teatro di un crudo scontro fra i tedeschi e gli angloamericani nell'inverno 1944-45. I bombardamenti e i combattimenti si intensificarono: il paese fu distrutto quasi completamente (case, chiese, ponti, ferrovia, le numerose ville patrizie situate lungo la valle del Savena). Secondo le stime del genio civile alla fine della guerra il paese era distrutto al 98,5%.
Nell'agosto del 1945, fu inaugurato nei pressi di Livergnano un monumento a ricordo dei caduti del 361º Reggimento della 91ª. Divisione USA. Negli anni 60, per problemi di competenze il monumento fu abbattuto, e la statua in bronzo trasporta al cimitero americano di Firenze. Nel 1995 il Museo Winter Line propose al Comune di porre una lapide a ricordo, idea subito condivisa dall'allora sindaco S. Saliera. Nel 2002 Il
Lions Clubs fece collocare la statua in bronzo (opera del Prof. Luigi E. Mattei) Un'ulteriore lapide ricorda il pilota John Richardson Cordero e Silva, prima vittima dell'aviazione brasiliana in guerra. Oggi il monumento fa parte dei "Patrimoni per una cultura di pace" UNESCO. 
Nel 1974 furono trovati in località "il Pero" (Rastignano) 23 cadaveri attribuibili a un eccidio effettuato dalle forze nazifasciste in ritirata, episodio ancora da indagare pienamente (vedi Eccidi di San Ruffillo).
Il nuovo centro di Pianoro (Pianoro Nuovo, costruito a partire dagli anni cinquanta) sorge tre chilometri a nord rispetto a quello antico (Pianoro Vecchio).
È stato recentemente attuato un progetto di ristrutturazione del centro di Pianoro Nuovo, con demolizione delle vecchie e fatiscenti case costruite dopo la guerra, nell'ambito di una trasformazione urbanistica del paese.

## Monumenti e luoghi d'interesse
La statua monumentale del leone, realizzata in cemento armato da Giuseppe Ferri a inizio Novecento, era in origine situata nei giardini di Villa Silvestri. Dopo il restauro degli anni Novanta del Novecento, la statua è stata ricollocata in località Musiano ed è visibile dalla via Nazionale.

### Architetture civili
- Alla base del Monte delle Formiche, nei pressi del torrente omonimo, si trova il Castello di Zena. L'edificio è di origini medioevali, ma la sua architettura ha elementi compositi del XIV e XVII secolo.
- Ponte di Pianoro Vecchio
- Cimitero di Pianoro Vecchio
- Torre dell'Erede
- Torre dell'orologio di Pianoro Nuovo
- Albero di natale di Pianoro Vecchio[senza fonte]
- monumento ai caduti di Livergnano: monumento in memoria dei soldati statunitensi della 91ª divisione fanteria e di un aviatore brasiliano caduti lungo la linea Gotica (1944 - 1945)

### Architetture religiose

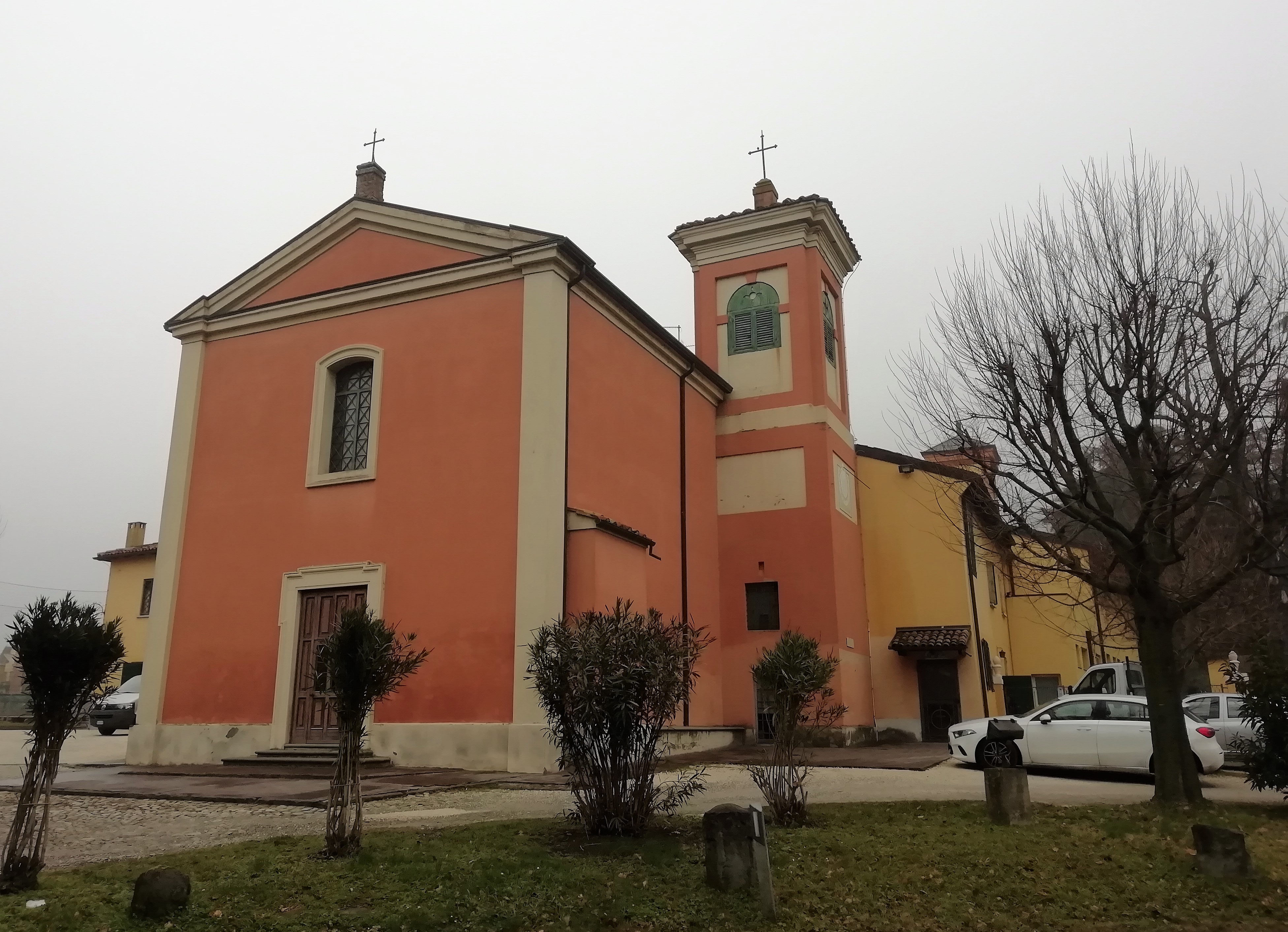
La chiesa dei santi Pietro e Girolamo a Rastignano.

- La chiesa parrocchiale di Nostra Signora di Lourdes, a Pianoro Nuovo, risale al secondo dopoguerra ed è stata costruita in sostituzione della chiesa di santa Maria Assunta di Riosto, distrutta durante la guerra[8].
- La chiesa parrocchiale di san Giacomo Maggiore, a Pianoro Vecchio, conserva una statua della Madonna del Sasso, due dipinti di Alessandro Guardassoni, e una pala probabilmente della scuola del Francia raffigurante Leonardo da Porto Maurizio[9].
- La chiesa di san Giovanni Battista, a Livergnano, è stata restaurata nel 1843 e nuovamente restaurata dopo i bombardamenti della seconda guerra mondiale[10].
- La chiesa di san Bartolomeo, a Musiano, conserva i resti di una iscrizione romana attribuita alla famiglia Pompeii Prisci[7].
- La chiesa parrocchiale dei santi Pietro e Girolamo, a Rastignano.
- La chiesa parrocchiale san Salvatore, a Botteghino di Zocca, è stata ricostruita nel dopoguerra[11].
- Il santuario del Monte delle Formiche, o chiesa parrocchiale di Santa Maria di Zena.
- La chiesa parrocchiale di Santa Maria Assunta , in via Ariosto.

## Società

### Evoluzione demografica
Abitanti censiti

## Cultura
La "Loggia della fornace" è un centro storico documentale ed espositivo che ha sede in una ex fornace a Rastignano.

### Biblioteche
A Pianoro sono presenti la ludoteca "Grillo Birillo" e due biblioteche: la biblioteca "Silvio Mucini" a Pianoro Nuovo e la biblioteca "don Milani" a Rastignano.

### Musei
Il museo di arti e mestieri "Pietro Lazzarini" conserva oltre 1800 pezzi provenienti dalla collezione del pianorese Pietro Lazzarini. Inaugurato nel 2007 e ospitato in una stalla-fienile di fine Ottocento restaurata, il museo presenta gli ambienti e le tradizioni della civilità contadina e artigianale delle valli del Savena, dell'Idice e del Setta. Dal 2012 è riconosciuto "Museo di Qualità" della Regione Emilia-Romagna.

### Teatri
- Teatro Arcipelago
- Teatro Le Rose
- Teatro parrocchiale di Rastignano

## Frazioni
Carteria (Cartarî), Guzzano (Guzèn), Livergnano (Alvargnèn), Monte Calvo (Månt Chêlv), Monte delle Formiche (Al Månt), Montelungo (Måntlonng), Musiano (Muṡièn), Pian di Macina (Pièn d Mèṡna), Rastignano (Rastgnèn), Riosto (Riòst), Botteghino di Zocca (Al Butghén), Sesto (Sèst), Zena (Żäṅna).
La grossa frazione di Rastignano ha inglobato altre vecchie frazioni e borgate.

### Rastignano
Sorta sulle colline a destra del Savena, Rastignano è la frazione più popolosa dopo Pianoro, grazie alla forte espansione urbanistica avvenuta tra gli anni novanta e l'inizio del Duemila che ha attirato numerosi abitanti di Bologna, in seguito a un processo di decentramento della popolazione urbana molto elevato in quel periodo. Il centro abitato è costituito in massima parte da edifici di recente costruzione, ma non mancano esempi di architettura più antica, come la chiesa e Villa Pini; attualmente le località Riolo, Valverde e Il Pero sono borgate di Rastignano, mentre prima della sua espansione costituivano frazione autonome. Rastignano possiede una propria stazione lungo la ferrovia Direttissima che la collega a Bologna e a Prato. 
A Rastignano risiedeva Gastone Piccinini, partigiano, medaglia d'oro al valor militare, cui è dedicata una piazza della frazione.

### Carteria
La piccola frazione è situata a ridosso delle colline a destra della valle del Savena, tra Sesto e Rastignano; il centro abitato è attraversato dal modestissimo Rio Beccaceci, che prima di sfociare nel Savena scorre in un breve tratto artificiale conosciuto come Rio Fabbiani.
Il nome della frazione deriva dalla presenza di un antico opificio per la produzione di carta, attivo dal tardo Settecento agli inizi del Novecento.
La frazione conta alcuni edifici di pregio, tra cui l'antico opificio, un palazzo nobiliare del tardo Settecento e i pochi resti della chiesetta di Sant'Andrea, quasi distrutta dai bombardamenti della seconda guerra mondiale.

### Pian di Macina
Pian di Macina è situata in un'area pianeggiante sullo stesso livello del Savena, che occasionalmente esonda durante le piene. Attorno al piccolo centro abitato sorge un'ampia area industriale.

### Riosto
Questa piccolissima frazione comprende qualche villa e l'antico Podere Riosto, importante podere vinicolo in cui, secondo una leggenda, nacquero i capostipiti della famiglia Ariosto. Attualmente il podere è noto per gli ottimi vini che vi si producono.

### Livergnano

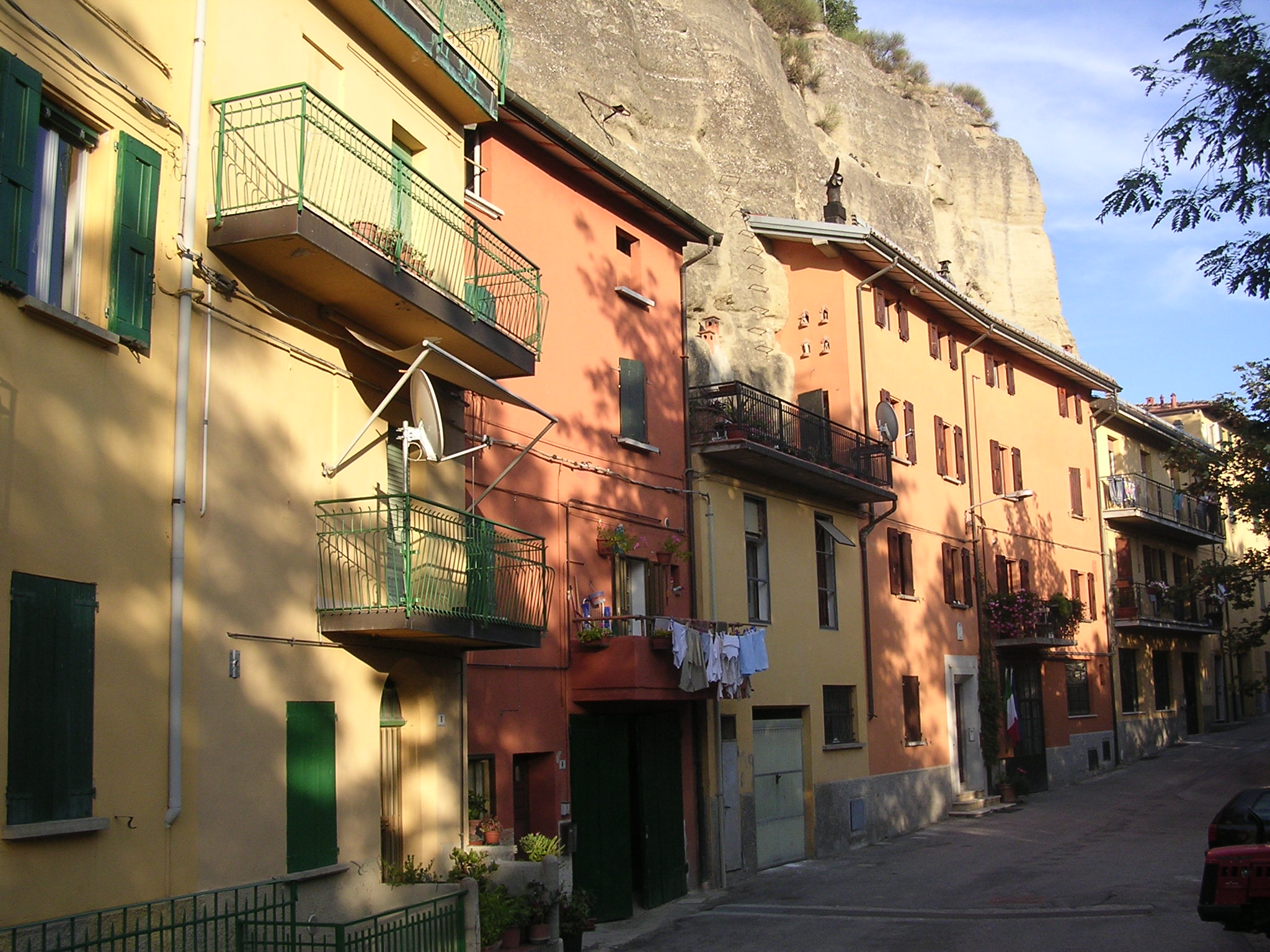
Tipiche case costruite a ridosso delle rocce a Livergnano

Livergnano è la frazione più in quota del comune, situata su una punta rocciosa sul crinale che separa la valle del Savena da quella dello Zena; è posta sull'Appennino vero e proprio, mentre la maggior parte del comune si sviluppa sui colli pre-appenninici.
La località è caratterizzata dalla presenza di suggestive abitazioni scavate direttamente nella roccia. In una di queste abitazioni è situato il Museo Winter Line, che custodisce oggetti e documenti della seconda guerra mondiale.

### Altre frazioni
Alcune delle piccole località appartenenti al territorio comunale sono Riolo, Boaria, Sadurano, Bortignano, Cavicchio, Canovetta, Torriane, Castell'Arienti e San Bartolomeo, Munazzano, e Gualando.

## Economia
Il comune è caratterizzato da un'economia vivace e, nel 2009, era il quarto comune più ricco della Provincia di Bologna e uno dei più ricchi dell'Emilia-Romagna.
Le più importanti industrie situate nell'area sono meccaniche (Marchesini Group, MG2, La Fortezza Romaco), chimiche (Sherwin Williams e Romaco) e del caffè (Almetti e Segafredo), oltre alla 3F Filippi che produce apparecchi d'illuminazione e alla RV Venturoli, azienda sementiera storica di Pianoro.
Nel 2009 la Harris ha chiuso il sito produttivo di Pianoro spostando a San Lazzaro di Savena sede e magazzini, e in Polonia la produzione e montaggio.

## Infrastrutture e trasporti
Il comune è attraversato longitudinalmente, da nord (al confine con Bologna presso l'abitato di Rastignano) a sud (in frazione di Livergnano al confine con il Comune di Loiano) dalla strada statale 65 della Futa.
Il servizio di trasporto pubblico è assicurato dalle autocorse suburbane e interurbane svolte dalla società TPER, ex ATC. Il comune è inoltre servito dalla stazione urbana di Rastignano e da quelle suburbane di Musiano-Pian di Macina e Pianoro, tutte parte della rete del Servizio Ferroviario Metropolitano di Bologna sulla linea Bologna-Firenze.
Il territorio di Pianoro è anche attraversato dalla linea ferroviaria ad alta velocità Bologna-Firenze.

## Amministrazione
Di seguito è presentata una tabella relativa alle amministrazioni che si sono succedute in questo comune.
| Periodo        | Periodo        | Primo cittadino     | Partito                            | Carica  | Note                                  |
| -------------- | -------------- | ------------------- | ---------------------------------- | ------- | ------------------------------------- |
| 14 maggio 1945 | 19 aprile 1946 | Adriano Colombo     | Partito Repubblicano Italiano      | Sindaco | Nominato dal CLN                      |
| 20 aprile 1946 | 16 giugno 1951 | Aldo Soldati        | Fronte Democratico Popolare        | Sindaco | [ 18 ]                                |
| 17 giugno 1951 | 4 agosto 1970  | Silvio Mucini       | Partito Socialista Italiano        | Sindaco | Rieletto nel 1956, nel 1960, nel 1965 |
| 5 agosto 1970  | 15 luglio 1980 | Gianfranco Nannetti | Partito Comunista Italiano         | Sindaco | Rieletto nel 1975                     |
| 16 luglio 1980 | 27 maggio 1986 | Libero Michelini    | Partito Comunista Italiano         | Sindaco | [ 18 ]                                |
| 28 maggio 1986 | 5 giugno 1990  | Bruno Webber        | Partito Comunista Italiano         | Sindaco | [ 18 ]                                |
| 6 giugno 1990  | 23 aprile 1995 | Simonetta Saliera   | Partito Comunista Italiano         | Sindaco | [ 18 ]                                |
| 23 aprile 1995 | 13 giugno 1999 | Luciano Pergola     | Partito Democratico della Sinistra | Sindaco | [ 18 ]                                |
| 14 giugno 1999 | 7 giugno 2009  | Simonetta Saliera   | Democratici di Sinistra            | Sindaco | Rieletta nel 2004                     |
| 8 giugno 2009  | 26 maggio 2019 | Gabriele Minghetti  | Partito Democratico                | Sindaco | Rieletto nel 2014                     |
| 27 maggio 2019 | 24 giugno 2024 | Franca Filippini    | Partito Democratico                | Sindaco | [ 18 ]                                |
| 25 giugno 2024 | in carica      | Luca Vecchiettini   | Liste civiche                      | Sindaco | [ 18 ]                                |

## Sport

### Società sportive
- Baseball: Pianoro Baseball Club - erede della quarantennale tradizione del baseball a Pianoro, ha sede in via dello Sport 2/2, nel pieno centro sportivo del paese. L'attività principale della Società è lo sviluppo del settore giovanile, che da diversi anni iscrive ai Campionati estivi ed invernali tutte le categorie previste dalla FIBS: Esordienti, Under-12, Under-15 ed Under-18. La prima squadra milita in Serie B.
- Cricket: Pianoro Cricket Club - club italiano di cricket di Pianoro. Nato nel 1989, ha la sua sede nella località di Rastignano ed è uno dei club più titolati del campionato italiano di cricket.
- Softball: Blue Girls Pianoro - squadra di softball - il nome della società è "Pianoro Softball a.s.d." - con sede a Pian di Macina, in via del Sasso 1. Le Blue Girls partecipano al campionato di Serie A1 di softball organizzato dalla FIBS, e a tutti i campionati giovanili (U18, U15 e U13). Fondata nel 1974, ha conquistato due titoli Under 18 nel 2020 e 2024, e un titolo Under 13 nel 2024.

### Impianti sportivi[19]
- Bocciofila XXV Aprile
- Campo Maria Polidoro: si trova all'interno del Centro Sportivo "Pianorello" di Pian di Macina. Ospita le partite casalinghe delle Blue Girls Pianoro. L'impianto dispone di due tribune da circa 50 posti ciascuna e di un servizio-bar con posti a sedere aperto durante le partite. Dal 2021 il campo è dotato di un impianto proprietario per la trasmissione in diretta delle partite casalinghe di tutte le categorie.[20]
- Campo Baseball Pianoro: ospita le partite casalinghe di tutte le categorie del Pianoro Baseball. Nato come campo da calcio e adattato per il baseball, non è omologato per le partite di serie A e ha delle limitazioni sui fuori-campo in esterno destro a causa della profondità non regolamentare.[21] L'impianto dispone di una tribuna da circa 200 posti e di un servizio-bar aperto durante le partite.
- Centro Sportivo P. Gori
- Centro Sportivo V. Notari (Pianorello)
- Laghetto Pesca Gualando
- Laghetto Pesca Pianorello
- Palazzetto dello Sport
- Palazzina Sportiva Gualando
- Palestra Scolastica V. Neri Pianoro
- Palestra Scolastica M. Hack Rastignano
- Palestra Scolastica Rita Levi Montalcini Rastignano
- Pista polivalente Pianoro
- Pista Polivalente Livergnano
- Pista Polivalente Botteghino
- Pista Polivalente Pianoro Vecchio
- Pista Polivalente Carteria
- Pista Polivalente Rastignano
- Pista Polivalente Pian di Macina
- Stadio M. Dainesi
- Stadio Pian di Macina
- Ovale del Pianoro Cricket:  campo da cricket situato in via Amendola tra le frazioni di Sesto e Musiano. Dotato di una Clubhouse in legno, ha il primo pitch in erba d'Italia.[22]
- Velodromo Athos Guidastri: situato in zona Gualando a Pianoro Nuovo, era stato fortemente voluto da Athos Guidastri per consentire gli allenamenti di ciclisti e amatori. La struttura, di proprietà del Comune di Pianoro, è situata all’interno del parco del Ginepreto.[23]